# Chocolade Jacques-Wincor Nixdorf
L'equip Chocolade Jacques-Wincor Nixdorf, conegut anteriorment també com a Cedico, Home Market, Ville de Charleroi o Marlux, va ser un equip ciclista belga, de ciclisme en ruta que va competir entre 1995 i 2004.
No s'ha de conforndre amb l'equip Chocolade Jacques de 2005 a 2007.

## Corredor millor classificat en les Grans Voltes
| Any  | Giro d'Itàlia        | Tour de França | Volta a Espanya |
| ---- | -------------------- | -------------- | --------------- |
| 1995 | -                    | -              | -               |
| 1996 | -                    | -              | -               |
| 1997 | -                    | -              | -               |
| 1998 | -                    | -              | -               |
| 1999 | -                    | -              | -               |
| 2000 | -                    | -              | -               |
| 2001 | -                    | -              | -               |
| 2002 | -                    | -              | -               |
| 2003 | -                    | -              | -               |
| 2004 | 31.º Mauricio Ardila | -              | -               |

## Principals resultats
- Circuit de Getxo: Mika Hietanen (1995)
- Ruta Adélie de Vitré: Marc Bouillon (1996)
- Tour de Valònia: Thierry Marichal (1997), Gerben Löwik (2004)
- Gran Premi Criquielion: Renaud Boxus (2002)
- Tres dies de De Panne-Koksijde: Raivis Belohvoščiks (2003)
- Giro d'Oro: Dave Bruylandts (2003)
- Gran Premi de Valònia: Dave Bruylandts (2003)
- Volta a la Gran Bretanya: Mauricio Ardila (2004)
- Tour de Rijke: Jans Koerts (2004)

### A les grans voltes
- Giro d'Itàlia
  - 1 participacions (2004)
  - 0 victòries d'etapa:
  - 0 classificació finals:
  - 0 classificacions secundàries:

- Tour de França
  - 0 participacions

- Volta a Espanya
  - 0 participacions

## Classificacions UCI
Fins al 1998 els equips ciclistes es trobaven classificats dins l'UCI en una única categoria. El 1999 la classificació UCI per equips es dividí entre GSI, GSII i GSIII. D'acord amb aquesta classificació els Grups Esportius I són la primera categoria dels equips ciclistes professionals. La següent classificació estableix la posició de l'equip en finalitzar la temporada.
| Temporada | Classificació per equips | Millor ciclista en la classificació individual |
| --------- | ------------------------ | ---------------------------------------------- |
| 1995      | 46è                      | Mika Hietanen (354è)                           |
| 1996      | 48è                      | Frank Van Den Abeele (295è)                    |
| 1997      | 50è                      | Mika Hietanen (334è)                           |
| 1998      | 60è                      | Sébastien Demarbaix (413è)                     |
| 1999      | 15è (GSII)               | Ludovic Capelle (228è)                         |
| 2000      | 22è (GSII)               | Ludovic Capelle (198è)                         |
| 2001      | 38è (GSII)               | Bart Heirewegh (597è)                          |
| 2002      | 26è (GSII)               | Christian Poos (584è)                          |
| 2003      | 4t (GSII)                | Dave Bruylandts (35è)                          |
| 2004      | 25è (GSI)                | Gerben Löwik (75è)                             |